# Tangovals
Tangovals, vals cruzada, är tangomusik i tretakt. Tillsammans med milonga och vanlig tango utgör den stommen i musiken under milongor. Tangovals dansas tekniskt sett som vanlig tango, men ofta med fler snurrar och mer svepande rörelser över golvet.